# Бородіно (селище, Дмитровський міський округ)
Бородіно́ (рос. Бородино) — селище (колишній присілок) у складі Дмитровського міського округу Московської області, Росія.

## Населення
Населення — 40 осіб (2010; 43 у 2002).
Національний склад (станом на 2002 рік):
- росіяни — 100 %